# Windows IoT
Windows IoT , anteriormente Windows Embedded , es una familia de sistemas operativos de Microsoft diseñados para su uso en sistemas integrados . Microsoft tiene actualmente tres subfamilias diferentes de sistemas operativos para dispositivos integrados dirigidos a un amplio mercado, que van desde dispositivos de pequeño tamaño y en tiempo real hasta dispositivos de punto de venta (POS) como quioscos . Los sistemas operativos Windows Embedded están disponibles para los fabricantes de equipos originales (OEM), que lo ponen a disposición de los usuarios finales precargados con su hardware, además de los clientes de licencias por volumen en algunos casos.
En abril de 2018, Microsoft lanzó Azure Sphere , otro sistema operativo diseñado para aplicaciones de IoT que se ejecutan en el kernel de Linux.

## La familia IoT
Microsoft cambió el nombre de "Windows Embedded" a "Windows IoT " a partir del lanzamiento de las ediciones integradas de Windows 10.

### Empresa
Las ediciones de la marca Windows 10 IoT Enterprise son binarias idénticas a sus respectivas ediciones de Windows 10 Enterprise : Current Branch for Business (CBB), Long-Term Servicing Channel (LTSC), Long-Term Servicing Branch (LTSB) y Semi-Annual Channel (SAC) ), Pero tienen licencia exclusivamente para su uso en dispositivos integrados.  Esta marca reemplaza las marcas / subfamilias Embedded Industry, Embedded Standard y "For Embedded Systems" (FES). Están disponibles SKU simples sin etiqueta, para minoristas / clientes ligeros, tabletas y tabletas pequeñas , que nuevamente solo se diferencian en las licencias.
- Windows 10 IoT Enterprise 2015 (precio basado en el valor):
  - SKU 6EU-00124 - Windows 10 IoT Enterprise 2015 LTSB - Edición de gama alta (Intel Core i7 | Intel XEON | AMD FX)
  - SKU 6EU-00125 - Windows 10 IoT Enterprise 2015 LTSB - Value Edition (Intel Core i3 / i5 | AMD R-Series, A10, A8)
  - SKU 6EU-00126 - Windows 10 IoT Enterprise 2015 LTSB- Edición básica (Intel Atom / Celeron | AMD E1, E2, A4, A6)

- Windows 10 IoT Enterprise 2016 (precio basado en el valor):
  - SKU 6EU-00034 - Windows 10 IoT Enterprise 2016 LTSB - Edición de gama alta (Intel Core i7 | Intel XEON | AMD FX)
  - SKU 6EU-00035 - Windows 10 IoT Enterprise 2016 LTSB - Value Edition (Intel Core i3 / i5 | AMD R-Series, A10, A8)
  - SKU 6EU-00036 - Windows 10 IoT Enterprise 2016 LTSB - Edición básica (Intel Atom / Celeron | AMD E1, E2, A4, A6)
- Windows 10 IoT Enterprise 2016 (precios basados en categorías):
  - SKU 6F6-00036 - Windows 10 IoT Enterprise 2016 CBB - Edición de gama alta (Intel Core i7 | Intel XEON | AMD FX)
  - SKU 6F6-00037 - Windows 10 IoT Enterprise 2016 CBB - Value Edition (Intel Core i3 / i5 | AMD R-Series, A10, A8)
  - SKU 6F6-00038 - Windows 10 IoT Enterprise 2016 CBB - Edición básica (Intel Atom / Celeron | AMD E1, E2, A4, A6)
  - SKU 6F6-00036 - Windows 10 IoT Enterprise 2016 SAC - Edición de gama alta (Intel Core i7 | Intel XEON | AMD FX)
  - SKU 6F6-00037 - Windows 10 IoT Enterprise 2016 SAC - Value Edition (Intel Core i3 / i5 | AMD R-Series, A10, A8)
  - SKU 6F6-00038 - Windows 10 IoT Enterprise 2016 SAC - Edición básica (Intel Atom / Celeron | AMD E1, E2, A4, A6)
- Windows 10 IoT Enterprise 2019 (precio basado en el valor):
  - SKU MUT-00013 - Windows 10 IoT Enterprise 2019 LTSC - Edición de gama alta (Intel Core i7 | Intel XEON | AMD FX)
  - SKU MUU-00005 - Windows 10 IoT Enterprise 2019 LTSC - Value Edition (Intel Core i3 / i5 | AMD R-Series, A10, A8)
  - SKU MUV-00005 - Windows 10 IoT Enterprise 2019 LTSC - Edición básica (Intel Atom / Celeron | AMD E1, E2, A4, A6)
- Windows 10 IoT Enterprise 2019 (precios basados en categorías):
  - SKU 6F6-00036 - Windows 10 IoT Enterprise 2019 SAC - Edición de gama alta (Intel Core i7 | Intel XEON | AMD FX)
  - SKU 6F6-00037 - Windows 10 IoT Enterprise 2019 SAC - Value Edition (Intel Core i3 / i5 | AMD R-Series, A10, A8)
  - SKU 6F6-00038 - Windows 10 IoT Enterprise 2019 SAC - Edición básica (Intel Atom / Celeron | AMD E1, E2, A4, A6)

### Móvil
Windows 10 IoT Mobile también conocido como Windows 10 IoT Mobile Enterprise ; No admitido a partir del 14 de enero de 2020. Un equivalente binario de Windows 10 Mobile Enterprise con licencia para aplicaciones de IoT. El sucesor de Embedded Handheld. 

### Core
Algunos consideran que Windows 10 IoT Core es el sucesor de Windows Embedded Compact , aunque mantiene muy poca compatibilidad con él. Optimizado para dispositivos industriales más pequeños y de menor costo, también se proporciona de forma gratuita para su uso en dispositivos como Raspberry Pi para uso de aficionados.

#### Core Pro
Windows 10 IoT Core Pro ofrece la capacidad de aplazar y controlar las actualizaciones y se licencia solo a través de distribuidores; por lo demás, es idéntico a la edición normal de IoT Core.

### Servidor
Windows Server IoT 2019 es una versión binaria equivalente  de Windows Server 2019 , destinada a agregar datos de muchas 'cosas'  . Al igual que las variantes de IoT Enterprise, sigue siendo idéntico en comportamiento a su contraparte con licencia regular, pero difiere solo en términos de licencia. También se ofrece en las opciones LTSC y SAC.

## El familia Embebida

### Compacto Integrado
Artículo principal: Windows CE

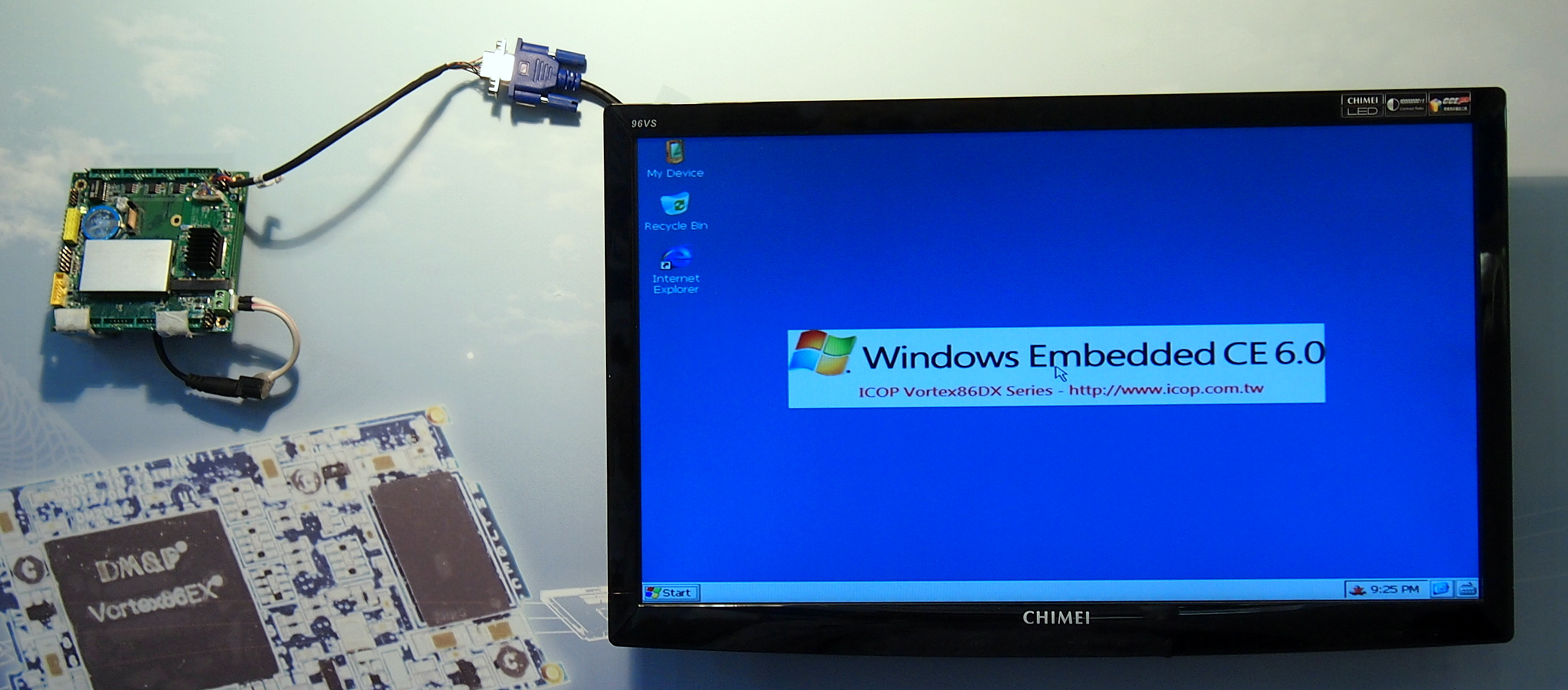
Windows Embedded CE 6.0 corriendo en un sistema ICOP Vórtice 86DX

Windows Embedded CE 6.0 ejecutándose en un sistema ICOP Vortex 86DX
Windows Embedded Compact (anteriormente conocido como Windows Embedded CE o Windows CE )  es la variante de Windows Embedded para computadoras muy pequeñas y sistemas integrados , incluidos dispositivos electrónicos de consumo como decodificadores y consolas de videojuegos. Windows Embedded Compact es un sistema operativo modular en tiempo real con un kernel especializado que puede ejecutarse en menos de 1 MB de memoria. Viene con la herramienta Platform Builder que se puede usar para agregar módulos a la imagen de instalación para crear una instalación personalizada, según el dispositivo utilizado. Windows Embedded Compact está disponible para ARM , MIPS ,Arquitecturas de procesador SuperH y x86 . 
Microsoft puso a disposición una variante especializada de Windows Embedded Compact, conocida como Windows Mobile , para su uso en teléfonos móviles. Es una imagen personalizada de Windows Embedded Compact junto con módulos especializados para su uso en teléfonos móviles. Windows Mobile estaba disponible en cuatro ediciones: Windows Mobile Classic (para Pocket PC ), Windows Mobile Standard (para teléfonos inteligentes ) y Windows Mobile Professional (para PDA / Pocket PC Phone Edition) y Windows Mobile para automoción (para sistemas de comunicación / entretenimiento / información utilizado en automóviles). Se utilizaron variantes modificadas de Windows Mobile para Centros multimedia portátiles . En 2010, Windows Mobile fue reemplazado por Windows Phone 7 , que también estaba basado en Windows Embedded Compact, pero no era compatible con ningún producto anterior.

### Para sistemas integrados (FES)
Windows Estándar Embedded es la marca de los sistemas operativos Windows Embedded diseñados para proporcionar a empresas y fabricantes de dispositivos la libertad para escoger qué capacidades serán parte de sus dispositivos de industria y soluciones de sistema inteligente, pretendidos para construir ATMs y dispositivos para el cuidado médico e industrias fabricantes, creando dispositivos industriales concretos. Esta marca consiste de Windows NT 4.0 Embedded, Windows XP Embedded, Windows Embedded Estándar 2009 (WES09), Windows Embedded Estándar 7, y Windows Estándar Embedded 8. Proporciona una versión completa Win32 API. Windows Estádnar Embedded 2009 incluye Silverlight, .NET Framework 3.5, Internet Explorer 7, Windows Media Player 11, RDP 6.1, Protección de Acceso a la Red, Microsoft Baseline Security Analyzer y soporte para ser administrado por Servicios de Actualización de Servidor de Windows y Centro de Configuración del Centro del Sistema.
Windows Estándar Embedded 7 está basado en Windows 7 y era anteriormente con nombre código Windows Embedded 'Quebec'. Windows Estándar Embeddeb 7 incluye Windows Vista y características de Windows 7 como Aero, SuperFetch, ReadyBoost, Windows Firewall, Defensor de Windows, Dirección aleatorización de diseño espacial, Fundación de Presentación de Windows, Silverlight 2, Centro de Medios de comunicación de Windows entre varios otros paquetes. Está disponible en IA-32 y versiones x64 y fue liberado en 2010. Tiene una huella mínima más larga (~300 MB) comparado a 40 MB de XPe y también requiere activación de producto. Windows Estándar Embedded 7 fue liberado el 27 de abril 27 de 2010. Windows Estándar Embedded 8 fue liberado el 20 de marzo de 2013.

#### Servidor
Windows Embedded Server es una marca que consta de productos de servidor FES incluyen Servidor, Servidor principal, Servidor SQL, Servidor de almacenamiento, Servidor DPM, Servidor ISA, Servidor UAG, Servidor TMG, y Servidor de almacenamiento de datos unificados etc. de varios años que incluyen 2000, 2003, 2003 R2, 2004, 2005, 2006, 2007, 2008, 2008 R2, 2012, y 2012 R2 etc.

### Industria
Windows Embedded Industria es la marca de sistemas operativos de Windows Embedded para dispositivos de industria y una vez solo para sistemas de punto de venta. Esta marca estuvo limitada a las Servicios de Punto de Venta de Windows Embedded liberado en 2006, el cual está basado en Windows XP Embedded. Microsoft también tiene una versión actualizada de Servicio de Punto de Windows Embedded, llamada Windows Embedded POSReady 2009. Aun así, Windows Embedded POSReady 7 está basado en Windows 7 SP1 fue liberado en 2011 el cuál tuvo éxito POSReady 2009. Microsoft desde entonces ha cambiado el nombre de este producto de "Windows Embedded POSReady" a "Windows Industria Embedded". Microsoft liberó Windows Industria Embedded 8 en abril de 2013, seguido por Industria 8.1 en octubre de 2013.

### NAVReady
Windows Embedded NAVReady también llamado Navegation Ready que es el componente para Windows CE 5.0 y útiles para construir dispositivos de navegación de portátiles.

### Automotive
Windows Embedded Automotive, anteriormente Windows Auto, Windows CE para Automotive, Windows Automotive, y Windows Mobile para Automotive, es un sistema operativo basado en Windows CE para ser utilizado en sistemas de ordenador en automóviles. La liberación más tardía, Windows Embedded Automotive 7 fue anunciada el 19 de octubre de 2010.

### De mano
El 10 de enero de 2011, Microsoft anunció Windows de Mano Embedded 6.5. El sistema operativo tiene compatibilidad con Windows Mobile 6.5 y está presentado como una empresa dispositivo de mano, apuntando detallistas, compañías de entrega, y otras compañías de confianza en informática de mano. Windows de Mano Embedded retiene compatibilidad hacia  atrás con aplicaciones de legado de Windows Mobile con aplicaciones legado de Windows Mobile. Windows De Mano Embedded 8.1 fue liberado para ser manufacturado el 23 de abril de 2014. Conocido sencillamente como Windows De Mano Embedded 8 (WE8H) con anterioridad a la liberación, esta diseñado como la generación próxima de Windows De Mano Embedded para línea-de-dispositivos de mano empresariales y construidos para Windows Phone 8.1, el cual también tiene compatibilidad con. Cinco dispositivos Windows De Mano Embedded 8.1 han sido liberados; fabricado por Bluebird, Honeywell y Panasonic como están listados abajo.
| Product                  | Release Date   | CPU                | RAM       | Storage    | Display                         | Camera(s) | Camera(s) | NFC | MicroSD |
| Product                  | Release Date   | CPU                | RAM       | Storage    | Display                         | Back      | Front     | NFC | MicroSD |
| ------------------------ | -------------- | ------------------ | --------- | ---------- | ------------------------------- | --------- | --------- | --- | ------- |
| Bluebird BM180 (BP30)    | January 2014   | 1.5 GHz Dual-core  | 1 GB 2 GB | 8 GB 16 GB | 5” 720 × 1280 px 1080 × 1920 px | 8 MP      | 1.3 MP    | Sí  | Sí      |
| Bluebird EF500 (EF500R)  | September 2015 | 1.5 GHz Dual-core  | 1 GB 2 GB | 8 GB 16 GB | 5” 720 × 1280 px 1080 × 1920 px | 8 MP      | 1.3 MP    | Sí  | Sí      |
| Honeywell Dolphin 75e    | April 2015     | 2.26 GHz Dual-core | 2 GB      | 16 GB      | 4.3” 480 × 800 px               | 8 MP      | Sí        | Sí  |         |
| Honeywell Dolphin CT50   | April 2015     | 2.26 GHz Quad-core | 2 GB      | 16 GB      | 4.7” 720 × 1280 px              | 8 MP      | Sí        | Sí  |         |
| Panasonic Toughpad FZ-E1 | August 2014    | 2.3 GHz Quad-core  | 2 GB      | 32 GB      | 5” 720 × 1280 px                | 8 MP      | 1.3 MP    | Sí  | Sí      |

## Lectura adicional
- Kan, Michael (noviembre 14, 2012). "Microsoft actualiza roadmap para Ventanas Embedded, más liberaciones para venir". Kan, Michael (14 de noviembre de 2012). «Microsoft updates roadmap for Windows Embedded, more releases to come». PC World. IDG. Consultado el 12 de enero de 2015. PC. IDG. recuperado 12, .
- Foley, Mary Jo (Marcha 20, 2013). "Windows Embedded 8 liberaciones generalmente disponibles". Foley, Mary Jo (20 de marzo de 2013). «Windows Embedded 8 releases generally available». ZDNet. Consultado el 19 de enero de 2015. recuperado 19, .
- Valazco, Chris (febrero 25, 2014). "Panasonic más tardío Toughpad tiene la fuerza, grosor de 10 smartphones (manos-encima)". Valazco, Chris (25 de febrero de 2014). «Panasonic's latest Toughpad has the strength, thickness of 10 smartphones (hands-on)». Engadget. Consultado el 19 de enero de 2015. recuperado 19, .